# Pueblo de Taos
El Pueblo de Taos (del tigua: tua-toh ‘Nuestro pueblo’) es un lugar designado por el censo ubicado en el condado de Taos en el estado estadounidense de Nuevo México. En el Censo de 2010 tenía una población de 1135 habitantes y una densidad poblacional de 28,1 personas por km².
Es habitado por una comunidad nativa correspondiente a los tihuas (grupo de lenguas kiowa-tanoanas), una tribu pueblo. El pueblo ocupa 95 000 acres (384 km²) y se encuentra a 1 milla (1,6 km) al norte de la moderna ciudad de Taos, capital del condado. 
El pueblo tiene unos 1000 años de antigüedad. Su arquitectura es única, basada en complejos residenciales de adobe marrón rojizo. Estas estructuras primitivas han cambiado muy poco en el transcurso de la larga historia del pueblo. 
Los indios de Taos son una de las comunidades pueblo más secretistas y celosas de sus tradiciones. Su lengua tenía unos 800 hablantes en 1990.
El carácter de Taos como hogar de una de las últimas comunidades indias que permanecen aferradas a su identidad ancestral, su relevancia histórico-arqueológica y su singular arquitectura motivaron la inclusión del pueblo en la lista del Patrimonio Mundial de la Humanidad por la Unesco en 1992. 

## Geografía
Pueblo de Taos se encuentra ubicado en las coordenadas 36°27′56″N 105°33′49″O / 36.46556, -105.56361. Según la Oficina del Censo de los Estados Unidos, Pueblo de Taos tiene una superficie total de 40.39 km², de la cual 40.39 km² corresponden a tierra firme y 0 km² (0 %) es agua.

## Demografía
Según el censo de 2010, había 1135 personas residiendo en Pueblo de Taos. La densidad de población era de 28,1 hab./km². De los 1135 habitantes, Pueblo de Taos estaba compuesto por el 4.14 % blancos, el 0.09 % eran afroamericanos, el 93.04 % eran amerindios, el 0 % eran asiáticos, el 0 % eran isleños del Pacífico, el 1.06 % eran de otras razas y el 1.67 % pertenecían a dos o más razas. Del total de la población el 5.55 % eran hispanos o latinos de cualquier raza.